# ماري آن غريفز
ماري آن غريفز (بالإنجليزية: Mary Ann Greaves)‏ هي بائعة هوى ‏ نيوزيلندية، ولدت في 1834 في ليسترشير في المملكة المتحدة، وتوفيت في 18 فبراير 1897.